# パズル (2008年のテレビドラマ)
『パズル』（PUZZLE）は、2008年4月18日から6月20日まで毎週金曜日21:00 - 21:54に、ABC・テレビ朝日・東宝の共同制作により、テレビ朝日系列で放送された日本の連続テレビドラマ。主演は石原さとみ。

## 概要
謎解きになると天才的能力を発揮する三十路過ぎの英語教師である鮎川が、頭脳明晰で人がいい3人の教え子を巻き込んで、数々の事件を解決していく。キャッチコピーは「頭のいい奴に、この謎は解けない。」。
テレビ朝日系列のテレビドラマ『トリック』で知られる蒔田光治が書き下ろしたオリジナルストーリー。
主演の石原さとみはテレビ朝日系列の連続ドラマ初主演となり、塚本善雄役の永山絢斗はこの作品がゴールデン帯の連続ドラマ初出演となる。
石原さとみは、テレビバラエティ『クイズプレゼンバラエティー Qさま!!』の2008年5月26日放送分でゲスト出演している。

## 登場人物

### 近松大学付属辯秀高等学校
鮎川美沙子
演 - 石原さとみ
近松大学付属辯秀高校に赴任した英語教師。若く見えるが教師歴10年のベテランで、三十路を過ぎている。普段は猫を被っており、表向きは清楚でしとやかに振舞うために、男性陣からの評価は極めて高い。だが、その本性は傲慢でがめつく、手癖も素行も悪くセコい。今村たち生徒には本性を隠さないが、大道らに余計なこと（自分の本性についてなど）は言わせない。金と食い物には目がなく、男性については容姿よりも資産や利用価値を最優先する。加えて強気の反面、危機的状況に陥るとなりふり構わず逃げ腰になり、今村達に助けられる始末。逆の場合もほとんど悪運の強さと偶然のたまものによる。職務中は眼鏡をかけているが、プライベートでは外している。また、愛用しているアディダスの紺色ウインドブレーカーは1980年代初頭の年代物であり、三十路を暗示している。
金が絡んだときは恐ろしく推理力や洞察力に長けており、今村たちが苦戦する謎も瞬時に解決し、わずかな手がかりから犯人を言い当てる。次々と事件に遭遇しては謎を解いて回るが、運が悪かったり詰めが甘かったりで、毎回あと一歩のところでお宝や大金を逃している。そしてその腹いせに、「貴重な休みを浪費させた」として今村たちに当たり散らす。自ら折檻したり、大道にあることないこと吹き込んでこっぴどく説教させたり、剣道部でしごかせている。
授業では、単語の意味と読み方を結びつけた苦しい駄洒落を織り交ぜた英語の授業を行う。英語教師だが実は英語が大の苦手。その実力は優等生の今村達に及ばないどころか、中学生レベルの単語ですらミスを犯す始末で、授業中に恥をかかされると手酷く報復する。英会話能力に至っては皆無に等しく、外国人を見つけると逃げ出してしまう。また、回を重ねる毎に、「漢字が読めない」「日本語の意味を知らない」「日本の歴史もよく分かっていない」など、教養面で著しく劣ることが明らかにされる。
『トリック』のヒロイン山田奈緒子と様々な共通点を持つが、決定的な違いは周囲からの評価。
今村真一
演 - 山本裕典
神崎明
演 - 木村了
塚本善雄
演 - 永山絢斗
近松大学付属辯秀高校（通称キンベン高校）の3年生達。3人の中では神崎が一番背が低く、一番背が高いのはリーダー格の今村、陰が薄いのが塚本。東大進学を目指す全国的に有名なエリート校の生徒だけあって、全員勉強はお手の物だが、思考の柔軟性に欠ける節がある。さらに男子校の生徒故に、女性に対する免疫にも欠け、恋愛に関しては中学生以下。鮎川と逆に松尾たち3人組は彼らの前では本性を隠しているため、彼女たちに利用されていることにまったく気付いておらず、色香に惑わされている。3人ともややナルシストの気があり、「自分達より頭の良い人間など存在しない」と思いこんでいる。鮎川を馬鹿にしているが、謎解きでは先を越されることが多い。だが、プライドの高さが災いして間違いを認められず、空回りしたり、罠に引っ掛かることも。3人とも剣道部に在籍しており（今村は主将）剣道の腕前も全国大会レベルで、犯人に襲われた時などに棒を使った剣道技で対抗することも多いが、突発的な事態には必ず遅れをとり、捕らえられたり昏倒させられたりと散々である。
教え子ゆえに鮎川の正体を知る。余計な一言のせいで鮎川に睨まれてしまい、損害を被ることになった。強烈な個性の鮎川に振り回され、回を重ねる毎に嫌気がさしているようではあるが、毎回酷い目に遭いながらもそれなりに楽しんでおり、鮎川のことも頼りにしている。
なお、今村が松尾たち3人組との交渉役、神崎が3人のリーダーとして仕切り、大人しい塚本は貧乏くじをひかされるのがお約束。鮎川の目を盗んで松尾たち3人組のところへ行こうとするが、鮎川に先回りされたり、密会に成功してもろくな目に遭わない。
どこへ行くにも学生服か学校指定のジャージで、初対面の大人からはキンベン高の優秀な生徒というだけで一目置かれる。
大道吾郎
演 - 金児憲史
近松大学付属辯秀高校の数学教師で剣道部の顧問。単純な性格で、表向きは清楚な美人である鮎川の色香に惑わされている。金銭的に魅力がない者には興味がない鮎川には全く相手にされておらず、見事に空回りしている。鮎川に迷惑をかけている（と思いこまされている）今村たち3人組には手厳しい。なぜか理事長に気に入られている（あるいは都合よく利用されている）らしい。なお、劇中で手癖の悪い鮎川が持ち帰ったガラクタは、お土産として大道に渡され、大道からは非常に喜ばれている。

### 桜葉女学院
松尾ゆうこ
演 - 岩田さゆり
高村みちる
演 - 佐藤千亜妃
和田ひとみ
演 - 朝倉あき
桜葉女学院（通称サクジョ）の3年生達。陰険腹黒。3人の中では高村が一番背が低く童顔、一番背が高く大人びているのは和田で、リーダー格が松尾。今村達の前では猫を被って可愛いらしいお嬢様女子高生を演じ、彼らに宝探しを持ちかけては、利用して横取りしようと目論む。実のところ、今村たち3人組に対しては好意のかけらも持ち合わせていないが、女の武器でたらしこんでいる。失敗を重ねる今村たちの能力にはかなり懐疑的で、見限ったことも。3人とも裕福な家庭の出らしく、特に松尾の父はかなりの資産家のようであるが、なぜ宝に拘るのかは最後まで明らかにされなかった。自分たち以上の強引なやり口で今村達を利用する鮎川は邪魔者であり、互いに「嫌な奴」と思っているが、本質的には一緒。最終話ではニセ刑事の窃盗犯と共に行動していたために警察に連行された。

### 警察関係者
鎌田虎彦
演 - 塩見三省
優秀なベテラン刑事。劇中終盤で事件の収束を図る。鮎川の本性に気づいておらず、生徒思いの良き教師だと思い込んでおり、やや色香に惑わされている。その一方で、今村たち3人組が鮎川を困らせている問題児だと思い込み、愛用の扇子で頭をはたいて活を入れている。なぜか毎度事件現場に居合わせる鮎川を特に怪しんだりしないが、今村たちについては「またお前らか」と顔を見るなり怒鳴りつける。
長塚健一
演 - 辻谷嘉真
若手刑事でいつも鎌田と行動している。やはり鮎川をとてもいい先生だと思い込んでいる。

### ゲスト
番組では、話数を題名にちなみ、ジグソーパズルの断片「ピース=PIECE」で表記している。基本的に1話完結でストーリーが展開される。
Piece1
- 青柳龍左衛門 - 井川比佐志
- 青柳龍太郎 - 西郷輝彦
- 青柳龍二郎 - 神保悟志
- 大槻時恵 - 荻野目慶子
- 青柳かなえ - 宮地雅子
- 青柳良美 - 山下裕子
- 大槻厚夫 - 井手らっきょ

Piece2
- 宮部貴美子 - 若村麻由美
- 天野星子 - 池津祥子
- 大沢武彦 - 大鶴義丹
- 玉田和久 - 城咲仁
- 土田昭吾朗 - 河原さぶ
- 石原啓介 - 北山雅康
- 清水英子 - 久保田磨希
- 神主 - 黒部進

Piece3
- 橋本健治 - 市川亀治郎
- 長谷川春夫 - 矢島健一
- 黒田久美子 - 美保純
- 広岡恵子 - 西尾まり
- 岩井宏 - 近江谷太朗
- 川上佐智子（橋本健治の恋人・故人・３年前の事件被害家族の一人） - 浅川稚広

Piece4
- 栗原若葉 - 木の実ナナ
- 張林宝 - 斎藤洋介
- 成田公平 - 中田博久 *キャストクレジットでは中田猪久。
- 溝田健一 - 森下能幸
- 岡村俊介 - 六角慎司
- 志村栄一 - 坂本真
- 小山真希 - 藤本静
- 白石研一 - 加藤諒
- マイケル・ニコルソン - ニコラス・ペタス

Piece5
- 権藤弥生 - 山本陽子
- 権藤正一郎 - 笹野高史
- 権藤栄子 - 川俣しのぶ
- 中村うめ - 小野敦子
- 藤代千賀子 - 越智静香
- 広田玲 - 渋谷琴乃
- 権藤布由 - 草村礼子

Piece6
- 北方昇一 - 峰岸徹
- 金山順平- 阿南健治
- 山崎誠- 半海一晃
- 黒川泰造 - 団時朗
- 工藤奈津子 - 小林綾子
- 長田俊和 - 少路勇介
- 三村和雄 - 飯島ぼぼぼ
- 長田美紀 - 西田奈津美
- 初老の刑事 - 山野史人

Piece7
- 今昔亭三之助 - 風間杜夫
- 今昔亭一之助 - 清水綋治
- 篠田公平 - 浜田晃
- 今昔亭四之助 - 中西良太
- 今昔亭二之助 - でんでん
- 池村亜希子 - 鈴木早智子
- 今昔亭小之助 - 大竹浩一
- 今昔亭萬之助 - 桂福団治

Piece8
- 庵藤椿 - 中山忍
- 松村ルリ - 若林志穂
- 高嶺恭二 - 袴田吉彦
- 曽我伸夫 - 小市慢太郎
- 西野繁 - 六角精児
- 墨田透 - 西田健

Piece9
- 小橋京子 - 高橋かおり
- 市川北男 - 林泰文
- 小野寺誠二 - 八十田勇一
- 久保田修一 - 石塚義之
- 大石 - 棚橋ナッツ
- 山神喜十郎 - 八名信夫

Final Piece
- 島袋達三 - 大和田伸也
- 西野エリカ（ 本名    島袋エリカ） - 佐田真由美
- 江田島吾郎 - 橋本さとし
- 丹羽周一 - 中村育二
- 石堂武彦（本名    佐々木渡） - 徳井優
- ニコラス刑事 - Christopher

## スタッフ
- 脚本 - 蒔田光治、大野敏哉、遠藤彩見、林壮太郎
- 音楽 - 仲西匡
- 演出 - 片山修、宮下健作、木村政和、高橋伸之
- 主題歌 - 倖田來未「Moon Crying」
- 音楽プロデューサー - 志田博英
- プロデューサー - 柴田聡（ABC）、船津浩一（テレビ朝日）、蒔田光治（東宝）、佐藤善宏（東宝）
- チーフプロデューサー - 桑田潔（テレビ朝日）
- 協力 - イン・ナップ、東通、エヌ・エス・ティー、ラ・ルーチェ、TAMCO、ブル、緑山スタジオ・シティ、アックス、チップトップ、アクティス
- 制作協力 - 泉放送制作
- 制作 - ABC・テレビ朝日・東宝

## エピソードリスト
| 話数 | エピソードタイトル                   | 初回放送日    | 脚本     | 演出     | 視聴率 |
| --- | ------------------------------------ | ------------- | -------- | -------- | ------ |
| Piece1 | 強欲教師と旧家の暗号! 死を呼ぶ遺言!! | 2008年4月18日 | 蒔田光治 | 片山修   | 14.1%  |
| 有数の進学校である近松大学付属辯秀高校に、英語教師の鮎川美沙子が赴任してきた。表向きは淑やかな趣だが、実際は性格の裏表が激しい鮎川に、今村、神崎、塚本の3人は出会って早々に洗礼を受ける。そんな中、今村は友人の松尾ゆうこから青柳家の遺産争いについての相談を受ける。病死した当主の龍左衛門が隠した家宝を見つけるべく、今村、神崎、塚本の3人と、その話を聞きつけた鮎川は財宝探しに乗り出す。 |                                      |               |          |          |        |
| Piece2 | 浮遊する岩! 百年の祟り! 謎の巫女     | 2008年4月25日 | 蒔田光治 | 宮下健作 | 10.9%  |
| 100年に1度、落ち武者の祟りが起きるといわれる獄門神社。忌まわしい噂を払拭するため、神社は祟りの謎を解いた者に100万円の賞金と牛一頭を提示した。今村が松尾から謎の究明を頼まれたのを発端に、鮎川と今村、神崎、塚本3人は獄門神社を訪れる。だが、同じように賞金目当てに訪れた人達が、落ち武者の祟りになぞらえて殺されていく。 |                                      |               |          |          |        |
| Piece3 | 殺人クイズ屋敷! 血文字の暗号         | 2008年5月2日  | 蒔田光治 | 片山修   | 11.0%  |
| 松尾が今村に持ちかけた推理クイズ大会の予選を通過した鮎川達はとある屋敷に招待された。参加者達は屋敷に閉じ込められ、主催者の長谷川から、三年前にその屋敷で起きた強盗殺人事件の犯人を示す手がかりを発見するという真の目的を告げられる。事件の資料から犯人が奪ったとされる大量の金塊が未だ発見されていないことを知った鮎川は金塊探しに乗り出す。だが、事件を解明しようとする中で、参加者の一人が密室で殺される。 |                                      |               |          |          |        |
| Piece4 | 廃校の幽霊 謎の焼死体と暗号!         | 2008年5月9日  | 蒔田光治 | 宮下健作 | 09.2%  |
| 辯秀高校の映画研究会に、高校生フィルムフェスティバルのグランプリ受賞作を買い取りたいと申し出る謎の男（張）が現れる。だがその男は、買取の前日に何者かに殺され、さらに映画研究会の部室からフィルムが盗まれる。映画の中に盗まれた宝石の隠し場所を示す鍵があると睨んだ鮎川は、今村達と共に映画の撮影が行われた廃校を訪れる。 |                                      |               |          |          |        |
| Piece5 | イケメン争奪! 旧家の花嫁選び         | 2008年5月16日 | 遠藤彩見 | 片山修   | 10.2%  |
| 資産家のお見合いパーティーに出席した鮎川は、そこで知り合った権藤正一郎から家に伝わる財宝の話を聞き、求婚を受けるふりをして財宝を手にしようと画策する。密かに今村達を引き連れ権藤家に向かった鮎川だが、そこで他の花嫁候補と共にテストを受けることに。その問題に財宝のヒントが隠されていると知った鮎川は花嫁選びに参加するが、ライバルの一人藤代千賀子が殺害される。鮎川は花嫁選びに隠された権堂家の秘密に迫る。 |                                      |               |          |          |        |
| Piece6 | 死者からの手紙! 血染めの人形         | 2008年5月23日 | 蒔田光治 | 片山修   | 08.9%  |
| 松尾に誘われて、リゾートホテルのお披露目パーティーに出席した鮎川達。目的はパーティーで行われるクイズの商品。だがそのホテルは前オーナーが経営難を苦に自殺、無人の島は10年前に宝石強盗殺人犯が逃げ込み消息を絶ったいわく付きの場所だった。今村たちの部屋には手足をねじ曲げられナイフを突き立てられた不気味な人形が置かれており、参加者の一人･北方が同じ姿で遺体となる。その翌日、主催者の黒川が自室で遺体となって発見される。松尾に唆されて夜の森を捜索していた今村達は身元不明の白骨死体を見つけるが、一緒に立ち会った雑誌記者の工藤も殺されてしまう。強盗犯の行方は？そして連続殺人の犯人は一体･･･ |                                      |               |          |          |        |
| Piece7 | 呪いの暗号 聞くと必ず死ぬ落語        | 2008年5月30日 | 蒔田光治 | 高橋伸之 | 09.5%  |
| 松尾に誘われ落語会に行く事になった今村達。そこで披露される落語には徳川時代の財宝を示す暗号があると聞き、鮎川も強引に同行する。ところが噺家・三之助によると、自殺を遂げた師匠の萬之助が彼だけに伝えたその落語には暗号とともに「聞くと必ず死ぬ」という呪いがかけられているという。跡目争いをする四人の弟子たちが集う中、噺が始まると弟子の一人･二之助が饅頭を食べた後に悶絶して亡くなった。三之助に毒殺の疑いがかけられるが、屋敷の捜索中に今村と神崎が行方不明となり、落語になぞらえたかのように四之助が納屋で殺されているのが発見される。連続殺人の目的は？そして財宝の正体とは？                  |                                      |               |          |          |        |
| Piece8 | 殺人招待状 強欲教師VS美人秘書        | 2008年6月6日  | 林壮太郎 | 宮下健作 | 08.0%  |
| 今村たちは夜道で襲われそうになっている女性を助けた。彼女は作家･墨田透の秘書で、今村たちは人気シリーズ「和歌様探偵の事件簿」の最新作発表を祝うパーティに誘われ、鮎川も強引に参加。和歌に隠された謎を解き原稿を見つけた者には出版権が与えられると知って俄然張り切る鮎川だったが、主催者の墨田が消え失せ、編集者の松村と西野が相次いで殺害される。和歌の謎を解いた鮎川は原稿の置かれた隠し部屋を発見するが、そこには首を吊った墨田と二人の殺害を示唆する遺書が残されていた。鮎川は真犯人がいると確信し、事件の謎に迫る。                                                                              |                                      |               |          |          |        |
| Piece9 | 鬼が棲む! 人喰う呪いの村祭り         | 2008年6月13日 | 蒔田光治 | 木村政和 | 08.4%  |
| 鬼喰村にて青年団の主催した宝探しイベントに参加した4人は賞品のみかん山を得るべく奮闘。童歌にまつわる謎解きを順調にすすめていくが、村おこしに反対する長老派の妨害で中止となる。名主の残した本物のお宝があると知った鮎川達は村に残るが、祭祀の最中に村の宝物である曲玉が盗まれる。今村たちの活躍で犯人は捕まるが、本物の曲玉は消え失せ、童歌の歌詞に従うかのように青年団の若者たちが次々に亡くなっていく。事件の背後には20年前の祭りの日に命を落とした少年がいた。 |                                      |               |          |          |        |
| Final Piece | 最後の謎 海賊の秘宝と暗号!           | 2008年6月20日 | 大野敏哉 | 片山修   | 10.0%  |
| 古文書の謎を解き、海賊の残した財宝を見つけた者にはその一割が与えられると聞き参加した鮎川たち。怪しげな冒険家やトレジャーハンター、大学教授、刑事も参加するそのイベントの最中、参加者の一人である石堂が殺害される。全員にアリバイがある状況での犯行に参加者たちが疑心暗鬼に陥るなか、古文書の謎に気づいた丹羽教授が殺害され、一緒にいた鮎川に疑いの目が向けられる。犯人の狙いは、そして隠された財宝の秘密とは･･･ |                                      |               |          |          |        |

- 平均視聴率 10.02%（視聴率はビデオリサーチ調べ、関東地区・世帯）

## 遅れネット局
- UTYテレビ山梨（TBS系列） - 2008年10月7日からの帯ドラマ枠で16:55 - 17:50。
- BBT富山テレビ（フジテレビ系列） - 2008年12月12日から2009年2月20日まで、毎週金曜日の深夜ドラマ枠で25:40 - 26:35。
- BSS山陰放送（TBS系列） - 2008年8月5日から12日まで、「BSSアフタヌーンスペシャル」枠で1日2話連続で放映された。
- RKC高知放送（日本テレビ系列） - 2008年10月2日から毎週木曜日16:00 - 16:55。
- MRT宮崎放送（TBS系列） - 2008年8月21日から10月23日まで、毎週木曜日14:55 - 15:50。